# La Belle-Étoile (lieu-dit)
Pour les articles homonymes, voir La Belle Étoile.
La Belle Étoile est un lieu-dit située au sud-ouest de Besançon. Entouré de forêt et aux portes du quartier de Châteaufarine, le rond-point de la Belle Étoile reliant Montferrand-le-Château à Besançon marque la séparation de trois communes : Franois, Grandfontaine et Avanne.

## Géographie
Le secteur est situé à l'ouest de Planoise à proximité de la rue de Dole et de la commune de Franois.

## Commerces et industrie
La Belle Étoile est connue pour sa production fromagère, la cancoillotte La Belle Étoile de la fromagerie Poitrey, qui y est installée depuis 1880.

### Transport
Il est desservi par les lignes  BUS 54  55  du réseau de transport en commun Ginko.